# Lista celor mai longevivi oameni în viață
Aceasta este o listă a celor mai longevivi oameni (supercentenari) în viață. Un supercentenar este o persoană care a atins vârsta de 110 ani. Pentru ca un supercentenar să fie verificat, trebuie ca vârsta lui să fie validată de un organism internațional care se ocupă în mod special de cercetarea longevității, cum ar fi Gerontology Research Group (GRG) sau Guinness World Records (GWR). Verificarea necesită de obicei cel puțin trei documente care conțin aceeași dată de naștere. Cercetările științifice au arătat că numărul persoanelor documentate care au împlinit vârsta de 110 ani și peste este în continuă creștere.
- Ethel Caterham (născută la 21 august 1909) din Regatul Unit este cea mai în vârstă persoană în viață din lume a cărei vârstă este validată.[1]
- João Marinho Neto (născut la 5 octombrie 1912) din Brazilia este cel mai în vârstă bărbat în viață din lume a cărui vârstă este validată.[1]
- Ilie Ciocan (născut la 10 iunie 1913) din Bratia din Vale, Vâlcea este cea mai în vârstă persoană în viață din România și cel mai bătrân om viu din Europa.[2]

## 10 cei mai bătrâni oameni în viață
| Poz | Nume                       | Sex | Dată naștere       | Vârsta în prezent | Locul reședinței           |
| --- | -------------------------- | --- | ------------------ | ----------------- | -------------------------- |
| 01  | Ethel Caterham             | F   | 21 august 1909     | 115 ani, 350 zile | Regatul Unit               |
| 02  | Marie-Rose Tessier         | F   | 21 mai 1910        | 115 ani, 77 zile  | Franța                     |
| 03  | Naomi Whitehead            | F   | 26 septembrie 1910 | 114 ani, 314 zile | Statele Unite ale Americii |
| 04  | Izabel Rosa Pereira        | F   | 13 octombrie 1910  | 114 ani, 297 zile | Brazilia                   |
| 05  | Lucia Laura Sangenito      | F   | 22 noiembrie 1910  | 114 ani, 257 zile | Italia                     |
| 06  | Klavdiya Gadyuchkina       | F   | 5 decembrie 1910   | 114 ani, 244 zile | Rusia                      |
| 07  | Andrée Bertoletto          | F   | 1 ianuarie 1911    | 114 ani, 217 zile | Franța                     |
| 08  | Yolanda Beltrão de Azevedo | F   | 13 ianuarie 1911   | 114 ani, 205 zile | Brazilia                   |
| 09  | Mary Harris                | F   | 13 mai 1911        | 114 ani, 85 zile  | Statele Unite ale Americii |
| 010 | Shigeko Kagawa             | F   | 28 mai 1911        | 114 ani, 70 zile  | Japonia                    |

## 10 cei mai longevivi bărbați în viață
| Poz | Nume                                 | Dată naștere      | Vârsta în prezent | Locul reședinței |
| --- | ------------------------------------ | ----------------- | ----------------- | ---------------- |
| 01  | João Marinho Neto                    | 5 octombrie 1912  | 112 ani, 305 zile | Brazilia         |
| 02  | Josino Levino Ferreira               | 3 aprilie 1913    | 112 ani, 125 zile | Brazilia         |
| 03  | Ilie Ciocan                          | 10 iunie 1913     | 112 ani, 57 zile  | România          |
| 04  | Ken Weeks                            | 5 octombrie 1913  | 111 ani, 305 zile | Australia        |
| 05  | Julio Saldarriaga Hernández          | 3 noiembrie 1913  | 111 ani, 276 zile | Columbia         |
| 06  | Zhou Renqing                         | 7 noiembrie 1913  | 111 ani, 272 zile | China            |
| 07  | Luis Carrasco-Muñoz Pérez de la Isla | 13 februarie 1914 | 111 ani, 174 zile | Spania           |
| 08  | Primo Olivieri                       | 7 martie 1914     | 111 ani, 152 zile | Brazilia         |
| 09  | Kiyotaka Mizuno                      | 14 martie 1914    | 111 ani, 145 zile | Japonia          |
| 010 | Vitantonio Lovallo                   | 28 martie 1914    | 111 ani, 131 zile | Italia           |